# Megabit
Megabit (Mbit sau Mb) este unitatea de măsură a informațiilor, egală cu un milion de biți. 
1 Mbit = 106 = 1.000.000 de biți
Megabit este utilizat în mod obișnuit pentru a indica ratele de transfer de date în rețelele de calculator sau sisteme de telecomunicații. De exemplu, viteza conexiunii într-un server sau lățimea de bandă a acestuia, este exprimată în Mbit/s (megabit pe secundă).
Exemple:
- Fast Ethernet - 100 Mbit/s
- Wi-Fi 802.11n - 200 Mbit/s
- USB 2.0 - 480 Mbit/s
- FireWire - 800 Mbit/s

Echivalentul binar al unui megabit (Mb) este mebibit (Mibit), egal cu 220 biți.